# Intervención diplomática
Una intervención diplomática ocurre cuando se dirigen representaciones orales o escritas al Estado en que se interviene, por conducto de su representante oficial. Desde el punto de vista de las normas jurídicas internacionales, este tipo de intervención se llama de Derecho, porque su valor queda registrado en tratados internacionales previamente establecidos.
- Datos: Q5919195